# Mikwe (Worms)

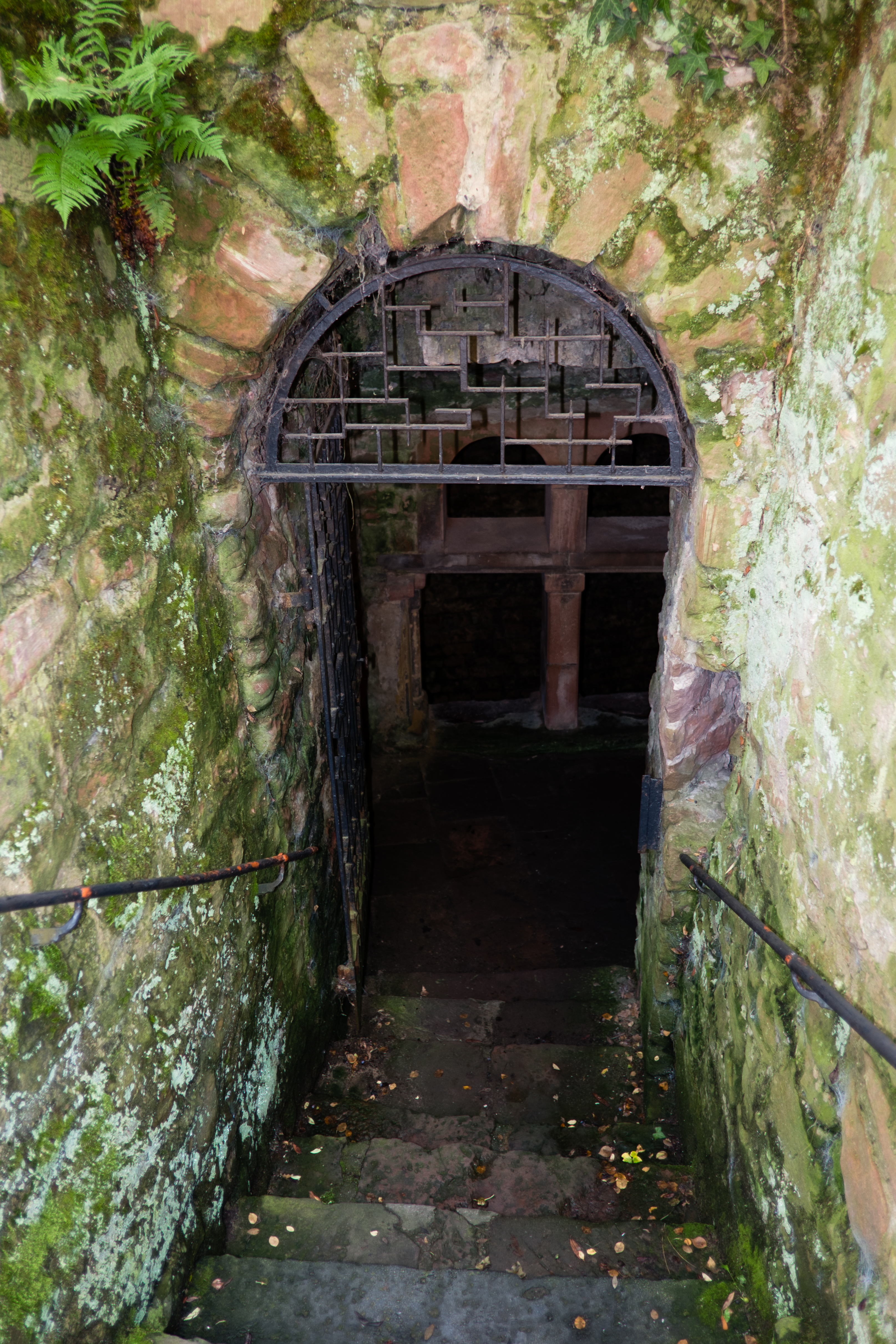
Moderner Zugang zum Vorraum

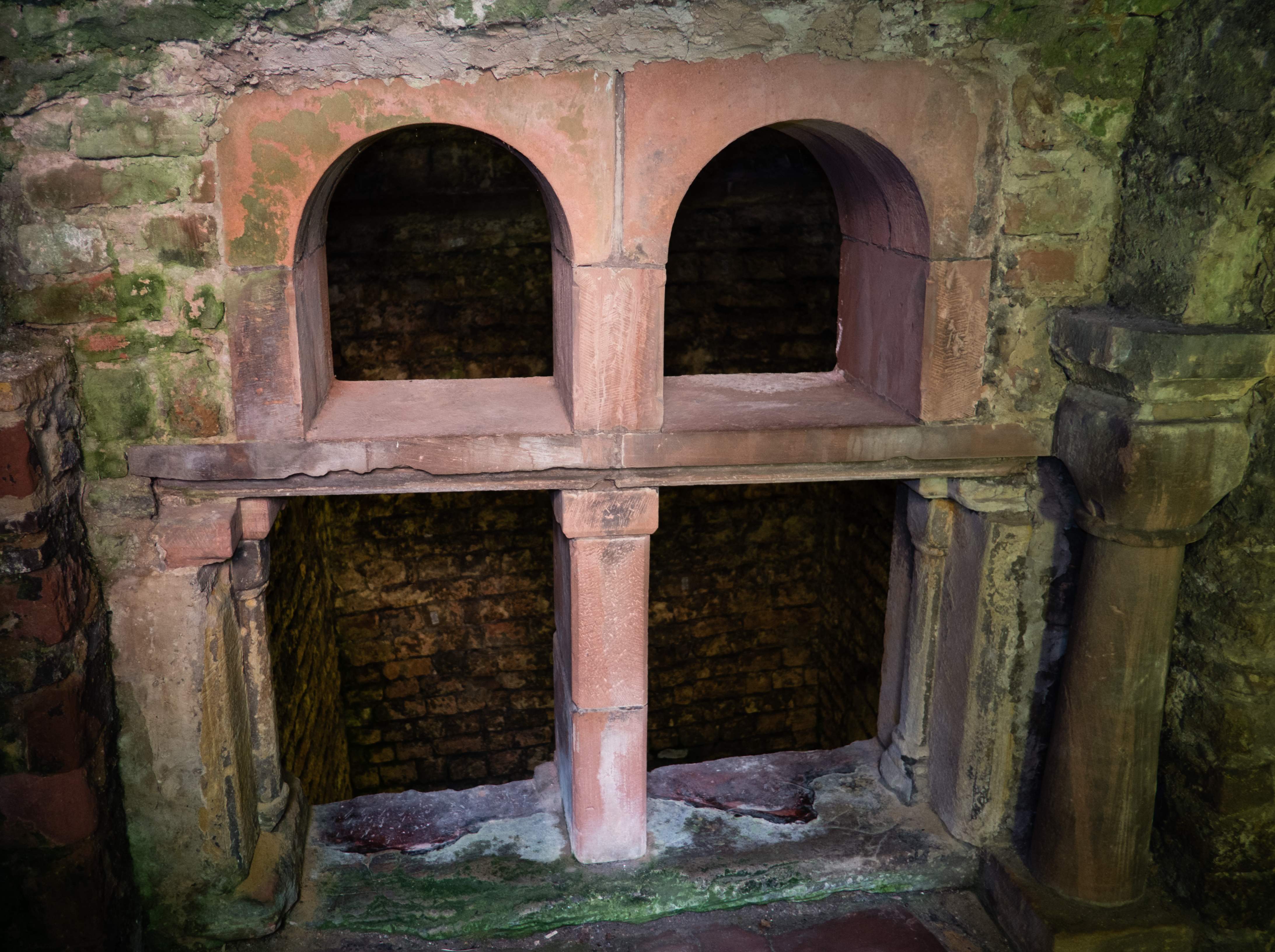
Fenster zwischen Vorraum und Badeschacht, rechts: südwestliche Säule des Vorraums. Fenster und Säule wurden im Zuge der Wiederherstellung 1958 bis 1961 eingebracht.

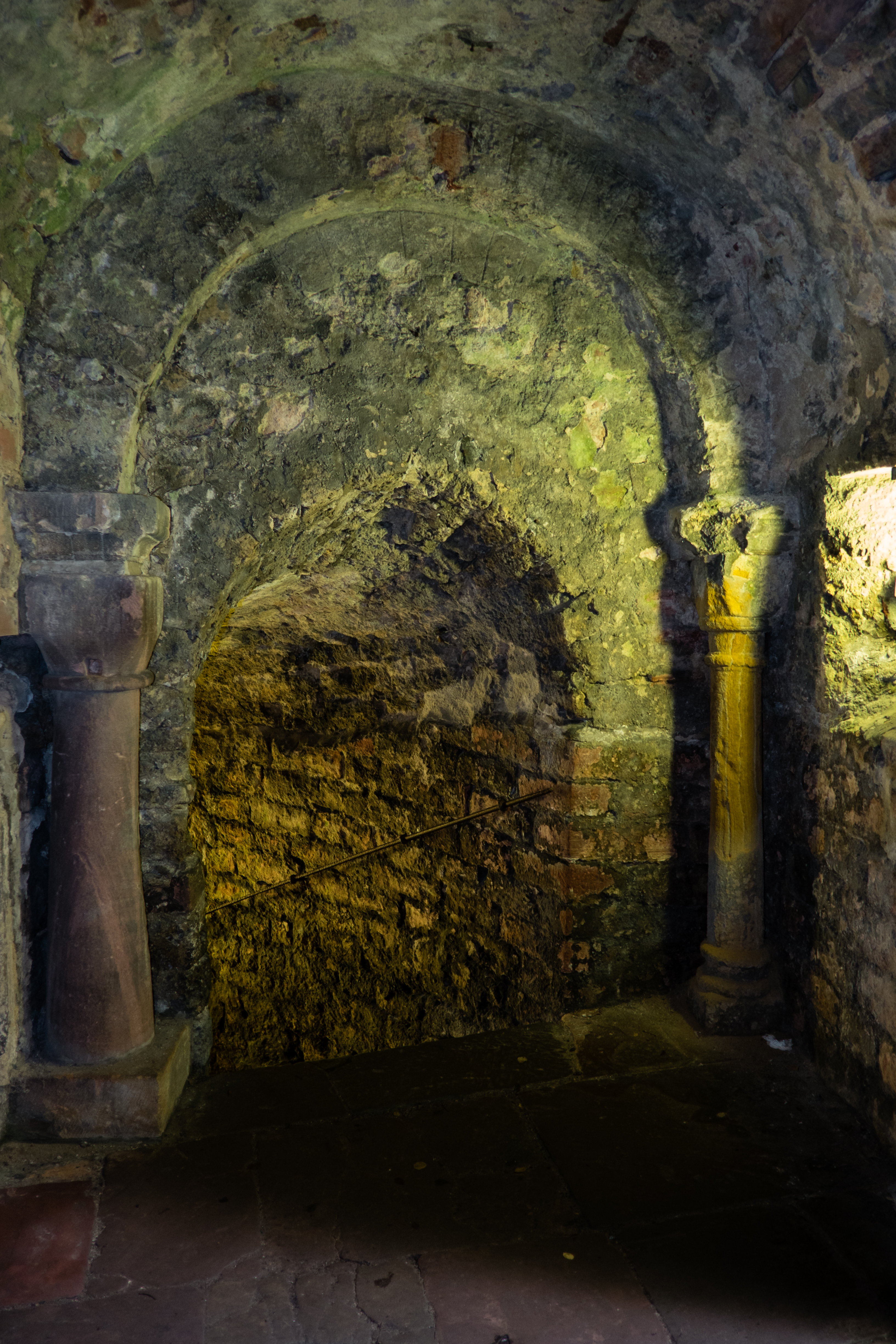
Zugang zur unteren Treppe aus dem Vorraum. Die rechte Säule ist ein bauzeitliches Original, die linke eine Ergänzung aus Museumsbeständen.

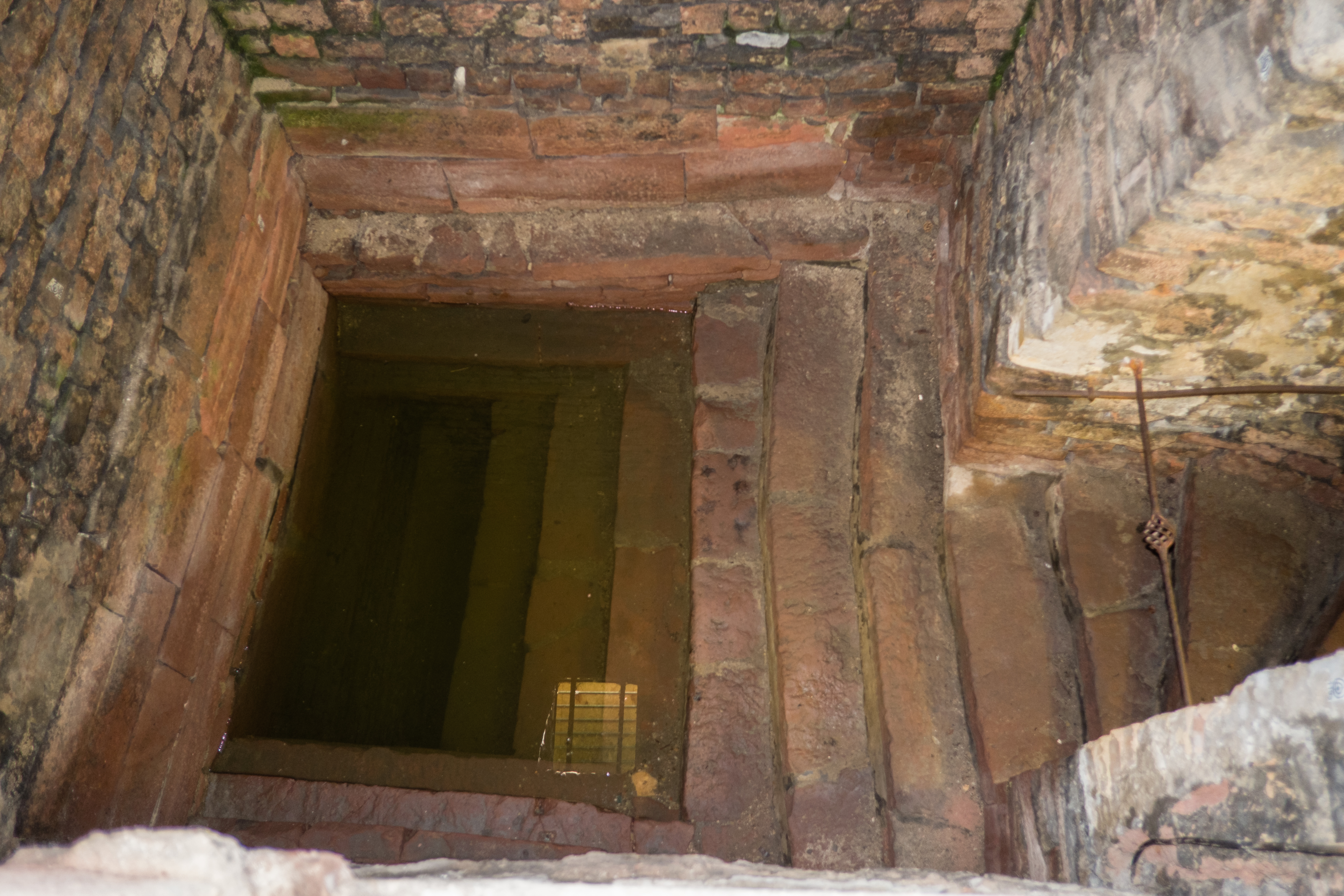
Tauchbecken, rechts das Ende der unteren Treppe

Die Mikwe in Worms stammt aus dem Hochmittelalter und ist Teil des UNESCO-Welterbes der SchUM-Stätten von Speyer, Worms und Mainz, der SchUM-Städte.

## Geografische Lage
Die Mikwe liegt inmitten des ehemaligen jüdischen Viertels, wo die Synagoge Worms den Mittelpunkt eines Ensembles jüdischer Kultbauten bildet. Südlich der Synagoge erstreckt sich der Synagogengarten, in dem sich heute der Eingang zur Mikwe befindet.

## Geschichte
Die Mikwe war eine Stiftung aus privater Hand. 1185/86 wurde sie fertiggestellt. Die Stifterinschrift ist erhalten, wenn auch nicht an der ursprünglichen Stelle. Die Inschrift besteht aus zwei Tafeln, die vermutlich an der Tür des Badehauses angebracht waren, von dem der Abstieg ins Bad erfolgte. Bei baulichen Veränderungen im Jahr 1876 wurden die beiden Tafeln in die Mauer des Synagogenhofes eingelassen. Nach der Zerstörung der Synagoge und der Beschädigung der Mikwe während des Nationalsozialismus wurden sie 1946 in die Obhut des Städtischen Museums gegeben. Mit der Rekonstruktion des Synagogenkomplexes bis 1961 wurden die Tafeln der Stifterinschrift wieder in die Mauer des Synagogenhofes eingemauert.
Das Badehaus bestand Mitte des 19. Jahrhunderts noch als Ruine. Bis zum Anfang des 18. Jahrhunderts wurde die Mikwe von Männern und Frauen benutzt, als eine zweite – heute nicht mehr vorhandene – Anlage nur für Männer errichtet wurde. Bis ins 19. Jahrhundert wurde die mittelalterliche Anlage von den Frauen weiter genutzt und nach 750 Jahren von der jüdischen Gemeinde als Kultbad aufgegeben. Sie drohte zu verfallen. Ende des 19. Jahrhunderts wurde sie als Sehenswürdigkeit in Stand gesetzt und stand Besuchern seit 1895 offen. Bei dem Novemberpogrom 1938 wurde die Fensterwand zwischen Vorraum und Badeschacht zerschlagen und in den Schacht gestürzt. In den späten 1950er Jahren wurde die Anlage wieder hergestellt. Der Lichtschacht war danach zunächst mit Glasbausteinen abgedeckt, was 2007 aus klimatischen Gründen durch eine offene Abdeckung ersetzt wurde.

## Bauwerkbeschreibung
Die unterirdische Anlage reicht knapp neun Meter tief bis auf das dort anstehende Grundwasser. Baumaterial ist überwiegend roter Buntsandstein, einige wenige Partien, die wohl am Ende der Bauarbeiten gemauert wurden, bestehen aus Kalksinter. Die Bauformen der Anlage sind romanisch. Aufgrund geringer Bauwerksunterhaltung sind zahlreiche Befunde aus der Bauzeit erhalten, so etwa auch Putzreste. Die geringe Bauwerksunterhaltung hat allerdings auch dazu geführt, dass der Zustand des Bauwerks es seit einiger Zeit und heute (2018) nicht mehr zulässt, es öffentlich zugänglich zu halten.

### Obere Treppe und Eingangssituation
Der heutige Einstieg aus dem Synagogengarten führt über eine Treppe in den Vorraum. Diese Eingangssituation entspricht nicht der mittelalterlichen. Die heutige Treppe wurde erst nach den Zerstörungen in der ersten Hälfte des 20. Jahrhunderts eingebaut, als das Bauwerk anschließend wieder hergerichtet wurde. Die „neue“ Treppe mündet direkt in den Vorraum. Der historische, mittelalterliche Treppenabgang in den Vorraum erfolgte vermutlich von Osten her aus einem unmittelbar an die Synagoge angrenzenden Gebäude, das in der Mitte des 19. Jahrhunderts abgerissen wurde.

### Vorraum
Der Vorraum hat einen trapezoiden Grundriss und ist mit einem Tonnengewölbe gedeckt. Ursprünglich wurden alle vier Ecken des Raumes durch je eine Säulenstellung betont. Dies existiert aber nur noch an der Westwand. An den entsprechenden Stellen der Ostwand wurden später Pfeiler hochgemauert. Von den beiden Säulen der Ostwand ist nur die rechte mit doppeltem Halsring ein Original, die andere wurde nach den Zerstörungen unter den Nationalsozialisten bei der Restaurierung in den 1950er Jahren aus Beständen des Museums der Stadt Worms ersetzt. Die Säulen tragen Würfelkapitelle. In der Ostwand befindet sich der Durchgang zur unteren Treppe.
Die Südwand wird durch ein zweiteiliges Fenster mit Oberlicht dominiert. Diese Fensteraufteilung ist eine freie Neufassung aus den 1950er Jahren, nachdem bei den Zerstörungen 1938 die damals bestehende Fensterwand in den Badeschacht gestoßen wurden. Die zerstörten Fenster waren kleinteiliger, aber ebenfalls schon ein nachträglicher Einbau. Wie dieser Durchbruch zur Bauzeit gestaltet war, ist nicht bekannt.
An der östlichen Schmalseite des Raumes befindet sich eine eingewölbte Nische. Häufig als „Kleiderablage“ oder „Umkleideraum“ bezeichnet, gibt es aber keinen Beleg für diese Funktion, ja sie wird als nicht plausibel bewertet. Die Umkleide befand sich vermutlich in dem oberirdischen, Mitte des 19. Jahrhunderts abgerissenen Zugangsgebäude. Eventuell war in der Nische zeitweilig ein Kohlebecken als Heizung aufgestellt – massive Rußspuren deuten darauf hin – und zu anderen Zeiten war der kleine Raum durch eine – heute nicht mehr vorhandene – Tür vom Vorraum abgetrennt.

### Untere Treppe
Vorraum und Kultbad sind durch eine weitere Treppe verbunden. Sie ist ebenfalls mit einem Tonnengewölbe gedeckt und führt übergangslos ins Tauchbad. Im unteren Teil verläuft die Treppe halbkreisförmig, im oberen eher gradlinig und diagonal zur Geometrie des Vorraums. Bauuntersuchungen konnten hier einen Planungsfehler in der Grundrissgeometrie nachweisen, der während des Baugeschehens pragmatisch ausgeglichen wurde. Ein zweiter bauzeitlicher Messfehler konnte anlässlich der Bauuntersuchung im Bereich des Gewölbes über dem Zentralschacht nachgewiesen werden.

### Badeschacht
Das Tauchbad, am Boden des Badeschachts, ist an drei Seiten von Stufen umgeben. Der Badeschacht misst im Querschnitt 2,85 × 2,85 cm. Da hier im Grundwasser gearbeitet werden musste, kam es schon zur Bauzeit zu Setzungen, die ausgeglichen wurden, aber ein unregelmäßiges Bild an den Stufen und dem aufgehenden Mauerwerk hinterließen.
Die unteren Lagen des Badeschachts sind – analog einem Schachtbrunnen – aus großen, aber nicht sehr gleichmäßigen Quadern gemauert. Dies spricht gegen die gelegentlich erwogene Beteiligung der Bauhütte des Wormser Doms beim Bau der Mikwe. Die unteren Lagen sind Trockenmauerwerk (also ohne Mörtel ausgeführt), auch wenn die Anlage hier im Wasser steht und alles andere als trocken ist. Das dient zum einen dazu, den Durchfluss des rituell erforderlichen Grundwassers zu verbessern und verhindert auch, dass Mörtel ausgeschwemmt wird. Nach den Bauuntersuchungen ist dieses Sockelmauerwerk etwa 1,2 bis 1,3 m dick und besteht aus drei hintereinander gesetzten Steinlagen.
Die Mauerlagen oberhalb des Grundwasserbereichs zeigen dagegen kleinteiligere Hausteine im Mörtelverband. Hier haben die Bauuntersuchungen ein Schalenmauerwerk ergeben. Die Schalen haben eine Stärke von etwa 30 cm, die dazwischen liegende Verfüllschicht ist etwa 70 cm stark.
Der etwa acht Meter hohe Schacht wird von einem Tonnengewölbe gedeckt, das nur knapp unter der Erdoberfläche liegt. Hier gibt es einen an die Oberfläche führenden Schacht, mit dem zusätzlich Regenwasser in die Mikwe geleitet wurde.

## Aktuelle Lage
Nachdem die UNESCO 2021 die SchUM-Stätten von Speyer, Worms und Mainz  in die Liste des UNESCO-Welterbes aufgenommen hat, ist auch die Mikwe Bestandteil dieses Welterbes. Sie ist neben der Mikwe in Speyer die bedeutendste aus romanischer Zeit im deutschen Sprachraum und wird auch als eines der kulturhistorisch bedeutendsten Bauwerke des Rheinlandes eingestuft. Während die Mikwe in Speyer etwas älter ist – und der Wormser wohl auch baulich als Vorbild diente – sind die bauzeitlichen Befunde in Worms besser erhalten. So gibt es hier – was sehr selten ist – sogar noch romanische Putzreste. Die Wormser Synagoge ist ein Kulturdenkmal aufgrund des Rheinland-Pfälzischen Denkmalschutzgesetzes. Der Synagogenkomplex Worms ist zentraler Bestandteil des Vorhabens, die historischen Denkmäler der jüdischen Kultur in den SchUM-Städten durch die UNESCO als Welterbe anerkennen zu lassen. Dazu zählt auch die Mikwe.
Seit der Restaurierung in den 1950er Jahren ist die Mikwe – neben der Synagoge und dem mittelalterlichen Friedhof Heiliger Sand – eine der herausragenden Sehenswürdigkeiten in Worms. Orthodoxe Juden nutzen vereinzelt die Mikwe für rituelles Untertauchen. Seit 2004 gilt der bauliche Zustand der Anlage als bedenklich. Seit 2018 ist sie für Besucher gesperrt, da die Standsicherheit nicht mehr gewährleistet ist. Um Interessierten und Besuchern dennoch einen Einblick in das mittelalterliche Monument zu geben, wurde am Eingang zur Mikwe eine Stele mit Informationen und einem QR-Code installiert, der auf die Webseite zur Mikwe führt. Aktuell (2024) dauern die Restaurierungsarbeiten an.

## Zweite Mikwe
In unmittelbarer Nähe zu der hochmittelalterlichen Mikwe gab es eine zweite, spätmittelalterliche. Sie wird heute auf die Zeit vor 1500 datiert und lag südöstlich der Synagoge, auf der östlichen Seite der Hinteren Judengasse. Wahrscheinlich entstand sie als Mikwe in einem Privathaus. Nach einem Grundstücktausch zwischen der Jüdischen Gemeinde und der Stadt Worms 1930 wurde ein Teil der dortigen Bebauung abgerissen und die unterirdische Anlage freigelegt. Sie war ab 1931 für Besucher zugänglich – wie lange ist nicht bekannt. Durch den Grundstücktausch von 1930 kam der Bereich der zweiten Mikwe auf städtischem Grund zu liegen, der heute Teil des Platzes vor dem Raschi-Haus ist. Die 1930 freigelegten baulichen Reste sind heute entweder verschüttet oder zerstört.